# フォックス・コーポレーション
フォックス・コーポレーション（Fox Corporation）は、アメリカ・ニューヨークに拠点を置くマスメディア企業。
フォックス放送、フォックス・テレビ局、フォックス・ニュース、フォックス・ビジネス、米国でのフォックス・スポーツなどを展開する。マードック家が家族信託を通じて39.6％の株式を所有し、ルパート・マードックが会長、息子のラクラン・マードックが執行会長兼CEOを務めている。マードック氏の支配下にある姉妹会社であるニューズ・コープは、同氏の印刷権やその他のメディア資産を保有している。
ウォルト・ディズニー・カンパニーによる21世紀フォックスの買収により2019年に設立され、ディズニーが買収しなかった資産がフォックス・コーポレーションとして分離され、2019年1月1日に株式の取引が開始された。

## 概要
フォックスの名称の由来は1915年にウィリアム・フォックスが設立したフォックス・フィルムまで遡り、その後に多くの買収・合併を経て今に至る。
2017年12月、ウォルト・ディズニー・カンパニーが21世紀フォックスの映像製作事業、ケーブル放送事業、映像配信サービス事業の買収（ディズニーによる21世紀フォックスの買収）を発表した。そして残った事業に関しては新たな会社が立ち上げられ、事業を継続することとなった。これはディズニーが既に放送ネットワークであるABCや、スポーツ放送局であるESPNの大部分を所持しているため、寡占が懸念されたためである。
2018年に入ると、コムキャストが21世紀フォックスの買収を考えている事が明らかになった。これはイギリスのメディア企業Sky獲得のためで、当時21世紀フォックスはSkyの株を多数保有していた。そのためディズニーは21世紀フォックスの買収額を大幅に引き上げる事となった。しかしその後コムキャストは21世紀フォックスの買収を断念し、その理由をSky単体での獲得へ集中するためとしている。
2019年3月12日、ディズニーは2019年3月20日までに買収が完了すると発表した。そして2019年3月19日、FOXコーポレーションがS&P 500で21世紀フォックスと入れ替わる形で正式に取引を開始した。
2022年10月14日、ルパート・マードックはニューズ・コーポレーションとの再統合を検討していることを表明。独立取締役で構成される特別委員会を同日に設置した。しかし、株主から猛反対を受けたため、マードックは統合を断念し、提案自体を撤回したことを2023年1月24日に発表した。
2023年9月21日、ルパート・マードックは同年11月に会長職を退任し、ニューズ・コープの名誉会長に就くことを発表した。後任は自身の長男であるラクラン・マードックが就任した。
2025年8月21日、定額制動画配信サービス「FOX One」を開始する予定。

## 傘下企業
- フォックス放送
- FOXニュース
- FOXスポーツ
- マイネットワークTV
- TMZ - 2021年にワーナーメディアから買収[11]。